# Comuna Sînhaii, Korosten
Sînhaii (în ucraineană Сингаївська сільська рада) este o comună în raionul Korosten, regiunea Jîtomîr, Ucraina, formată din satele Hrozîne, Kupeci, Nemîrivka, Șatrîșce și Sînhaii (reședința).

## Demografie
Componența lingvistică a comunei Sînhaii
     Ucraineană (97,46%)
     Rusă (2,32%)
     Alte limbi (0,19%)
Conform recensământului din 2001, majoritatea populației comunei Sînhaii era vorbitoare de ucraineană (97,46%), existând în minoritate și vorbitori de rusă (2,32%).